# Апрельский (посёлок)
Апре́льский — посёлок в Магдагачинском районе Амурской области России. Входит в сельское поселение Дактуйский сельсовет.

## География
Расположен в 25 км к северу от центра сельского поселения, села Дактуй, в 13 км к западу от рудника «Пионер» (село Пионер) и в 57 км к северо-восток-востоку от райцентра, пгт Магдагачи. Находится в верховьях реки Улунги, правого притока Зеи, в богатом золотом и платиной Гонжинском рудном районе.

## История
Основан в 1937 году как посёлок при прииске Апрельский. Название произошло от месяца начала добычи золота на этом участке. Первоначально на прииске работали политзаключённые и ссыльные, в 1950-е годы численность населения достигала 5000 человек. Со временем труд заключённых стал заменяться на труд вольнонаёмных работников. К 1980-м годам запасы легкоизвлекаемого золота значительно сократились и население стало покидать посёлок. В настоящее время населённый пункт пришёл в полный упадок.

## Население
| 2002 | 2010 | 2012 | 2013 | 2014 | 2015 | 2016 |
| ---- | ---- | ---- | ---- | ---- | ---- | ---- |
| 86   | ↘54  | ↗55  | ↘52  | ↘50  | ↘49  | ↘47  |
| 2017 | 2018 |      |      |      |      |      |
| ↘42  | ↗43  |      |      |      |      |      |

## Интересные факты
У прииска Апрельский на р. Большая Улунга в 1967 г. с глубины 10 м был извлечён железный метеорит весом 54 кг. Сейчас он находится в Комитете по метеоритам, где хранится под именем «Апрельский».